# B-24 (autovía)
El acceso a Barcelona desde Vallirana o B-24 es una vía rápida de acceso a la ciudad de Barcelona desde Vallirana. 
Discurre paralela a la N-340 a su paso por el Bajo Llobregat, sirviendo a numerosas localidades y urbanizaciones. Actualmente, comienza al oeste de Vallirana, canalizando el tráfico proveniente del sur por la N-340 y finaliza en el enlace 598B de la autovía A-2 a la altura de Pallejá.
En noviembre de 2019 se puso en servicio el tramo de 2,9 km, conocido como variante de Vallirana, sorteando la población homónima de este a oeste a través del túnel de Vallirana y conectando de nuevo con la N-340. Este nuevo tramo supuso una notable mejora en el tiempo de trayecto y solucionó uno de los mayores colapsos de tráfico de la zona sur de Barcelona.
El siguiente tramo proyectado de 0,9 km, conocido como variante de les Casetes, que comprende desde el oeste de Vallirana hasta la rotonda de acceso al polígono industrial de Les Casetes d'En Muntaner está actualmente en proyecto. La autovía finalizaría en ese punto, dejando paso a mejoras del trazado de la actual N-340, ya que de momento se prevé mantener la carretera convencional hasta Villafranca del Panadés, en donde enlaza con la autopista AP-7, la autovía C-15 y en el futuro, la A-7.
Actualmente tiene 9,3 km de longitud.

## Tramos
| Denominación | Tramo                                                                                         | Kilómetros | Año servicio / Estado (2025)                                                                       |
| ------------ | --------------------------------------------------------------------------------------------- | ---------- | -------------------------------------------------------------------------------------------------- |
|              | Enlace B-23 - Pallejá A-2                                                                     | 0,5        | Proyecto terminado (sometida a información pública) (pendiente licitación de obras)                |
| B-24         | Pallejá A-2 - Cervelló Oeste                                                                  | 6,3        | 2003                                                                                               |
| B-24         | Variante de Vallirana Tramo: Cervelló Oeste - Vallirana Oeste                                 | 3          | 2019                                                                                               |
|              | Variante de Les Casetes d'En Muntaner Tramo: Vallirana Oeste - Les Casetes d'En Muntaner Este | 0,9        | En redacción de proyecto (pendiente someter a información pública) (pendiente licitación de obras) |
|              | Les Casetes d'En Muntaner Este - Villafranca del Panadés AP-7                                 | 18         | Pendiente estudio informativo                                                                      |

## Salidas
| Número de Salida | Nombre de Salida                                                                                       | Carretera que enlaza |
| ---------------- | --- | -------------------- |
|                  | Villafranca del Panadés Tarragona Valencia Continúa por N-340                                          | N-340                |
| 1                | Vallirana (Oeste)                                                                                      |                      |
| 4                | Vallirana (Este) Cervelló (Oeste)                                                                      | N-340                |
| 6                | Cervelló (Este) Solo entrada                                                                           |                      |
| 7                | La Palma de Cervelló Corbera de Llobregat Cervelló (Este) Molins de Rey (Norte) San Vicente dels Horts | N-340 BV-2421        |
| 10A              | Molins de Rey (Este) Barcelona AP-7 B-30 Gerona                                                        | A-2                  |
| 10B              | Pallejá Martorell Lérida Zaragoza                                                                      | A-2 N-2              |
|                  | Fin en A-2                                                                                             | A-2                  |